# Eroski Paraíso
Eroski Paraíso és una pel·lícula gallega dirigida per Jorge Coira i Xesús Ron que fou estrenada el 2019. Està basada en l'obra de teatre homònima del grup Chévere i conta distintes històries relas esdevingudes a la sala de festes "Paraíso", que va funcionar a Muros fins a l'any 1990 i que després fou convertida en un supermercat.

## Argument
Álex (Cris Iglesias), una directora novell, decideix gravar un documental sobre els seus pares: Antonio (Miguel de Lira), un veí d'Arcos, i Eva (Patricia de Lorenzo), de Muros, que es van conèixer a aquesta darrera vila, a la famosa sala de festes "Paraíso", ara convertida en supermercat.

## Repartiment
- Patricia de Lorenzo com Eva Martínez
- Miguel de Lira com Antonio Formoso
- Cris Iglesias com Álex Martínez Formoso
- Luís Martínez com Avelino Martínez Cuncheiro
- Ana Santos com Tia de Mazaricos
- Federico Pérez Rey com Oncle de Mazaricos
- Fidel Vázquez com Marc Climent

## Recepció
Fou estrenada al Festival de Cans d'O Porriño el maig de 2019 i l'estrena a sales comercials va tenir lloc el 24 de novembre de 2019 a les sales Códex (Lugo), Viveiro, Númax (Santiago), Dúplex (Ferrol), Multicines Norte (Vigo), el Teatro Lauro Olmo (O Barco de Valdeorras) i Cines Seixo (Marín).

## Guardons i nominacions
18a edició dels Premis Mestre Mateo
| Categoria         | Persona                           | Resultat   |
| ----------------- | --------------------------------- | ---------- |
| Millor pel·lícula | Millor pel·lícula                 | Nominat    |
| Millor director   | Jorge Coira e Xesús Ron           | Nominats   |
| Millor actor      | Miguel de Lira                    | Guanyador  |
| Millor actriu     | Patricia de Lorenzo               | Guanyadora |
| Millor actriu     | Cris Iglesias                     | Nominada   |
| Millor muntatge   | Jorge Coira i Lucía Iglesias      | Nominats   |
| Millor fotografia | Lucía Catoira Pan i Fidel Vázquez | Nominats   |